# Iijärvi (Näätämöjoki)
Der Iijärvi (nordsamisch Idjajávri, inarisamisch Ijjävri, skoltsamisch Iijäuʹrr) ist ein See in der Gemeinde Inari in  der finnischen Landschaft Lappland.
Der Iijärvi liegt etwa 70 km nördlich vom Ort Inari. Der See hat eine Fläche von 36,88 km² und liegt auf einer Höhe von 193,3 m. Die Seelänge beträgt 21 km, die Seebreite zwei km.
Der Fluss Näätämöjoki verlässt den See an dessen Nordende und fließt zum Varangerfjord. Der Iijärvi liegt am Südrand des Wildnisgebiets Kaldoaivi.